# Brendan Behan

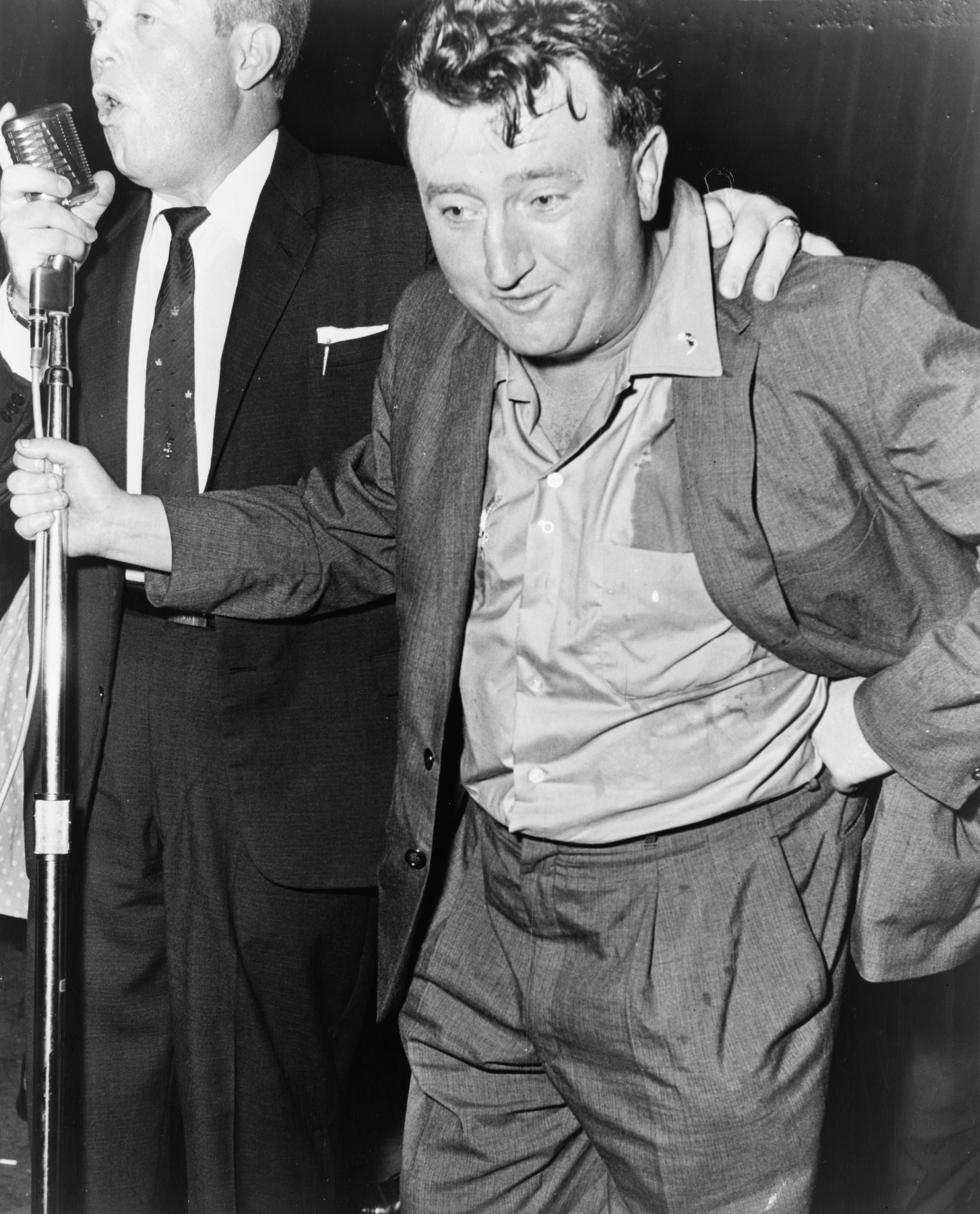
Brendan Behan 1960

Brendan Francis Aidan Behan (irisch Breandán Ó Beacháin; * 9. Februar 1923 in Dublin; † 20. März 1964 ebenda) war einer der bedeutendsten irischen Dramatiker und Schriftsteller des 20. Jahrhunderts. Behan, der zeitweilig auch als Journalist arbeitete, schrieb sowohl in englischer als auch in irischer Sprache. In seiner Jugend war er Aktivist der IRA.

## Leben

### Herkunft und Familie
Brendan Behan war der Sohn des Anstreichers und Gewerkschaftsaktivisten Stephen Behan und seiner Frau Kathleen Kearney. Er hatte zwei ältere Halbbrüder, drei jüngere Brüder und eine Schwester. Bei seiner Geburt saß sein Vater gerade wegen Aktivitäten in der verbotenen IRA im Gefängnis. Der junge Brendan wuchs am Rande eines Dubliner Slumviertels auf – in einer verarmten, aber sehr gebildeten bürgerlichen Familie. Deren Mitglieder engagierten sich vielfach in der irischen Unabhängigkeitsbewegung. Brendan Behans Onkel Peadar Kearney etwa schrieb 1907 den Text der späteren irischen Nationalhymne. Er selbst war von Kindheit an mit der irischen Literatur vertraut.

### Der Rebell
Die Jahre 1939 bis 1947 verbrachte Brendan Behan fast durchgehend hinter Gittern. Im Alter von 13 Jahren verließ er die Schule, mit 16 ließ er sich von der IRA anwerben, um Sprengstoffanschläge in England zu begehen. Er wurde jedoch schon vor der Ausführung der geplanten Tat in Liverpool gefasst und zu drei Jahren Jugendhaft verurteilt. Zwei davon saß er im Hollesley Bay Borstal, einer Modell-Besserungsanstalt für Jugendliche in Suffolk ab. Die Zeit dort verarbeitete er später in dem autobiografischen Roman Borstal Boy.
1941 nach Dublin entlassen, wurde er schon 1942 wegen der Beteiligung am versuchten Mord an zwei Polizisten erneut inhaftiert, zunächst im Dubliner Mountjoy Prison, dann in Arbour Hill, danach im berüchtigten Curragh-Internierungslager. Das Urteil lautete auf 14 Jahre, Behan kam aber dank einer Generalamnestie schon 1946 wieder frei. Später wurde er noch mehrmals für kurze Zeit inhaftiert, u. a. wegen Fluchthilfe, Trunkenheit und Randalierens. Auch diese Zeit hat er später literarisch aufgearbeitet in Confessions of an Irish Rebel (deutsch: Bekenntnisse eines irischen Rebellen).
Behan fasste seine Aktivitäten für die IRA später selbstkritisch wie folgt zusammen: „Ich bin kein Krieger. Ich bin eine absolute Null. Die IRA hatte genügend militärischen Sachverstand, mich zu nichts anderem als zu Botengängen einzusetzen.“ Behan fühlte sich dem linken Flügel der Untergrundorganisation zugehörig und war zeitlebens gleichzeitig bekennender Sozialist und praktizierender Katholik.

### Der Autor
Nach seiner Entlassung aus dem Gefängnis arbeitete Behan zunächst als Anstreicher. Er hatte aber schon im Mountjoy-Gefängnis zu schreiben begonnen. Seine Hafterlebnisse sollten sein ganzes Werk prägen.

#### Anfänge
Behans erstes Stück The Landlady sowie einige Kurzgeschichten entstanden noch während seiner Haftzeit. Einige davon wurden in der angesehenen Literaturzeitschrift The Bell veröffentlicht, ansonsten aber fand Behan in Dublin zunächst wenig Anerkennung. Nachdem er 1947 in Manchester noch einmal kurz inhaftiert worden war, wurde er nach Frankreich abgeschoben. Erst in Paris wandte er sich, ermutigt u. a. von Samuel Beckett und Albert Camus, ernsthaft dem Schreiben zu. Er arbeitete als Journalist, etwa für den Rundfunk und schreckte nach eigenen Aussagen auch nicht davor zurück, pornografische Texte zu verfassen, wenn sie ihm ein wenig Geld einbrachten.

#### Der Durchbruch
Ab 1951 lebte Behan wieder in Dublin, wo er als trinkfester, sangesfreudiger und wilde Reden schwingender Kneipenliterat bald lokale Berühmtheit erlangte. 1954 schrieb er das Theaterstück The Quare Fellow (in Deutschland als Der Spaßvogel oder Der Mann von morgen früh bekannt), das in einem Gefängnis in den Nachtstunden vor der Hinrichtung eines Insassen spielt. Das Stück wurde 1955 im Dubliner Pike Theatre uraufgeführt und war ein sensationeller Erfolg. Die Aufführung im Theatre Royal von Stratford in England im Jahr darauf machte Behan auch international zum gefeierten Bühnenautor. 1962 wurde The Quare Fellow verfilmt. Das Lied The Auld Triangle, das im Stück vorkommt und später von den Dubliners in ihr Repertoire aufgenommen wurde, besingt die Nacht vor der Hinrichtung eines Gefangenen im Mountjoy-Gefängnis in Dublin. Im Jahr der Premiere hatte Brendan Behan die Malerin Beatrice ffrench Salkeld, Tochter des Malers Cecil ffrench Salkeld, geheiratet.
1957 erschienen Borstal Boy und das Stück The Hostage (gälisch: An Giall; deutsch: Die Geisel), das ein noch größerer Erfolg wurde als The Quare Fellow. Die Tragikomödie spielt in einem Bordell, in dem IRA-Männer einen britischen Soldaten als Geisel halten, um einen zum Tode verurteilten Kampfgenossen freizupressen. Behan brachte die sympathische Schilderung des Soldaten und die Darstellung der Geiselnehmer als humorlose Fanatiker herbe Kritik von Seiten vieler IRA-Sympathisanten ein.

#### Frühes Ende
Brendan Behan lernte nie, mit dem Erfolg umzugehen, er machte ihm teilweise sogar Angst. Das Geld, das er mit seinen Stücken verdiente, gab er zu einem großen Teil für Alkohol aus. Er hörte auch dann nicht mit dem Trinken auf, als er nach 1956 regelmäßig Medikamente gegen Diabetes einnehmen musste.
Sein exzessiver Lebensstil und die Anforderungen, die an ihn als gefragten Autor gestellt wurden, ließen ihn kaum noch zum Schreiben kommen. Seine letzten Werke entstanden als Tonbandaufnahmen, so Brendan Behan’s Island, Brendan Behan’s New York, Confessions of an Irish Rebel sowie der nach seinem Tod erschienene Krimi The Scarperer (deutsch: Der Spanner). Ebenso entstand sein letztes, unvollendetes Theaterstück Richard’s Cork Leg (Richards Korkbein), das auf einem Friedhof spielt, aber eine überschäumend fröhliche Feier des Lebens darstellt.
Vom Alkohol- und Medikamentenkonsum geschwächt, starb Brendan Behan 1964 erst 41-jährig in einem Dubliner Krankenhaus. Die irische Tageszeitung Daily Express bezeichnete Behan in einem Nachruf als „zu jung, um zu sterben, aber zu betrunken, um zu leben.“ Die IRA stellte bei seinem Begräbnis ein Ehrengeleit.

## Bedeutung

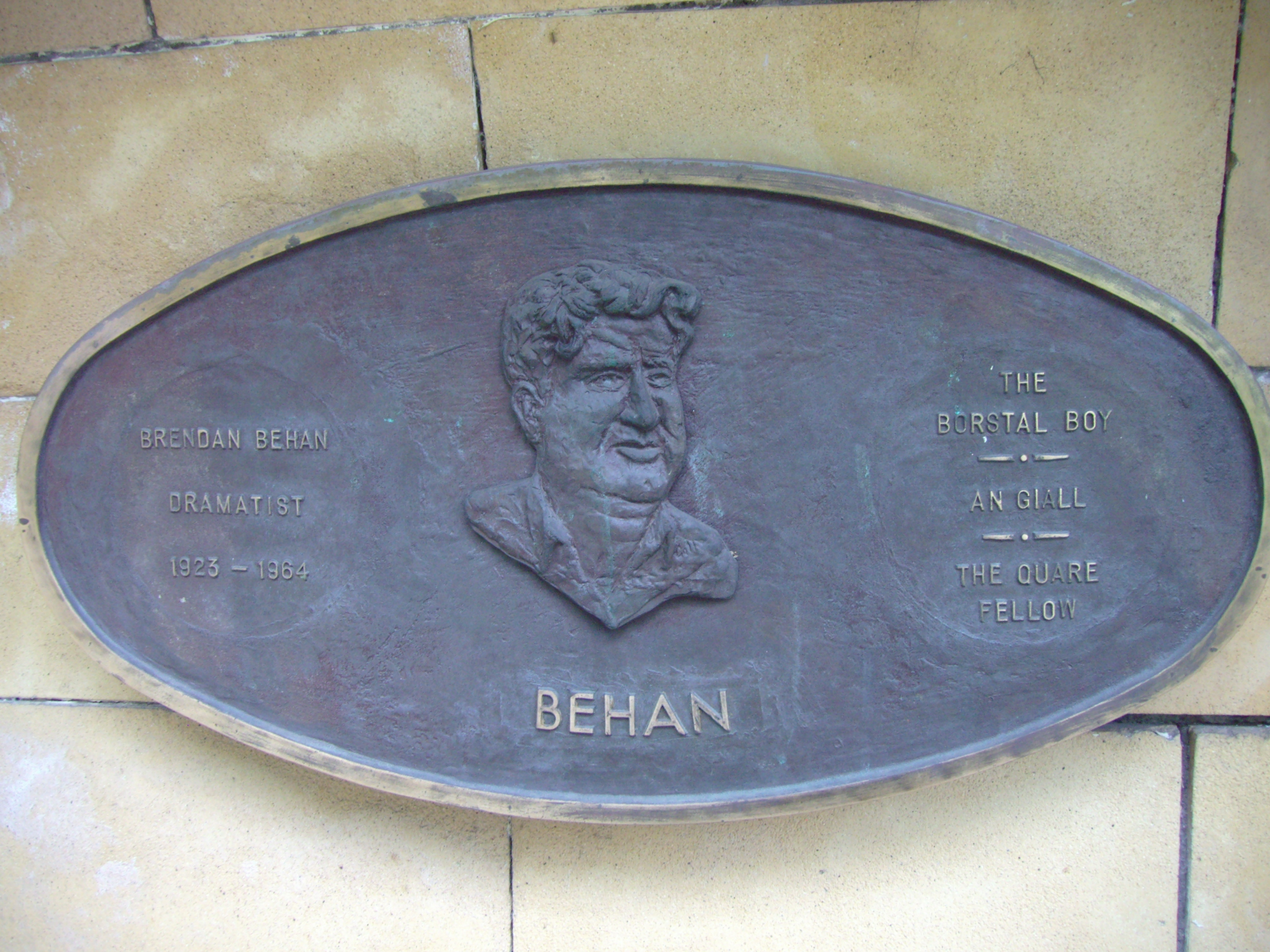
Behan-Gedenktafel im Saint Patrick’s Park, Dublin

Brendan Behan gilt als Erneuerer des englischsprachigen Theaters. Sein Humor und seine umgangssprachlichen, immer wieder von schmissigen Songs unterbrochenen Dialoge waren zu seiner Zeit wegweisend. In Irland ist er vor allem populär wegen seiner Lieder und wegen der Wiederbelebung des Irischen als Literatursprache. In Deutschland wurde Brendan Behan unter anderem durch die Inszenierungen seiner Stücke durch Peter Zadek bekannt. Viele seiner Werke wurden von Heinrich und Annemarie Böll ins Deutsche übersetzt. Der griechische Komponist Mikis Theodorakis hat Teile des Stücks The Hostage in den 1960er Jahren mit Maria Farantouri als Sängerin vertont. Im 1969 erschienenen Film Z von Constantin Costa-Gavras  basiert der Text des Lieds To gelasto pedi auf einem von Vasilis Rotas übersetzten Gedicht von Brendan Behan.

## Werke

### Englische Werkausgaben
- Behan – The Complete Plays, London 1978 (enthält The Hostage, The Quare Fellow, Richard’s Cork Leg sowie die drei Einakter Moving Out, A Garden Party und The Big House)
- The Letters of Brendan Behan London, 1992

### Deutsche Werkausgaben
- Die Geisel und andere Stücke, Berlin 1977 (enthält auch Der Spaßvogel und Richards Korkbein)
- Borstal Boy, Frankfurt am Main, 1980
- Bekenntnisse eines irischen Rebellen, Kiepenheuer-Witsch, Köln 1978, ISBN 3-462-01283-5
- Der Spanner, Frankfurt am Main, 1984, ISBN 3-596-28107-5
- Das gleiche nochmal! Romanfragment und 14 Streiflichter, Hamburg 1991, ISBN 3-89401-207-2
- Frau ohne Rang und Namen, herausgegeben, aus dem Englischen und Irischen übersetzt und mit einem Nachwort von Hans-Christian Oeser, Berlin : Verlag Klaus Wagenbach, 2023, ISBN 978-3-8031-1376-4

## Verfilmungen
- 1962: Der Todeskandidat (The Quare Fellow)
- 2002: Borstal Boy